# Patient Zero
Patient Zero (cunoscut și ca: Patient Z) este un film american și britanic fantastic, de groază, thriller din 2017 regizat de Stefan Ruzowitzky. Scenariul este scris de Mike Le. Rolurile principale au fost interpretate de actorii Matt Smith, Natalie Dormer, Stanley Tucci și Clive Standen. Filmările au început la 3 martie 2015 în Londra. Inițial premiera a fost anunțată la 2 septembrie 2016. La 28 aprilie 2016 s-a dezvăluit că Screen Gems va lansa filmul în 2017. În ianuarie 2017, premiera filmului a fost amânată pe termen nedeterminat. Filmul a fost lansat prin video-la-cerere la 14 august 2018, înainte de o premieră cinematografică limitată la 14 septembrie 2018 de către producătorul independent Vertical Entertainment.

## Prezentare
După apariția unui focar de pandemie, o formă mutantă a rabiei a îmbolnăvit majoritatea oamenilor care au fost transformați într-o specie nouă extrem de inteligentă  cunoscută sub numele de "The Infected". Un supraviețuitor uman, Morgan (Matt Smith), cu abilitatea de a vorbi cu cei "infectați"  cercetează noua specie  și caută "pacientul zero" pentru a găsi un antidot care să salveze omenirea, inclusiv pe soția sa care este infectată. Morgan este ajutat în misiunea sa de a găsi pacientul zero de virusologul CDC Dr. Gina Rose (Natalie Dormer), care conduce cercetarea științifică, în timp ce colonelul Knox (Clive Standen) este responsabil de frontul militar.

## Distribuție
- Matt Smith - Morgan[13]
- Natalie Dormer - Dr. Gina Rose[14]
- Stanley Tucci[15]
- Clive Standen -  Colonel Knox[16]
- Agyness Deyn - Janet[12]
- John Bradley-West - Scooter[17]

## Producție
Scenariul filmului a fost subiectul unui conflict între diferite studiouri de film printre care și Fox Searchlight Pictures, Silver Pictures, Davis Entertainment, Broken Road Productions, Donners' Company, Vincent Newman Entertainment și Misher Films.
Implicarea actriței Natalie Dormer la acest film a fost anunțată în septembrie 2014. Matt Smith s-a alăturat distribuției în noiembrie.  Alte roluri au fost anunțate la începutul anului 2015,  Stanley Tucci alăturându-se proiectului în ianuarie, John Bradley-West  și Clive Standen în februarie, iar Agyness Deyn în martie.